# Amphipsylla marikovskii
Amphipsylla marikovskii är en loppart som beskrevs av Ioff et Tiflov 1939. Amphipsylla marikovskii ingår i släktet Amphipsylla och familjen smågnagarloppor.

## Underarter
Arten delas in i följande underarter:
- A. m. marikovskii
- A. m. ewingi